# Viskan (rzeka)

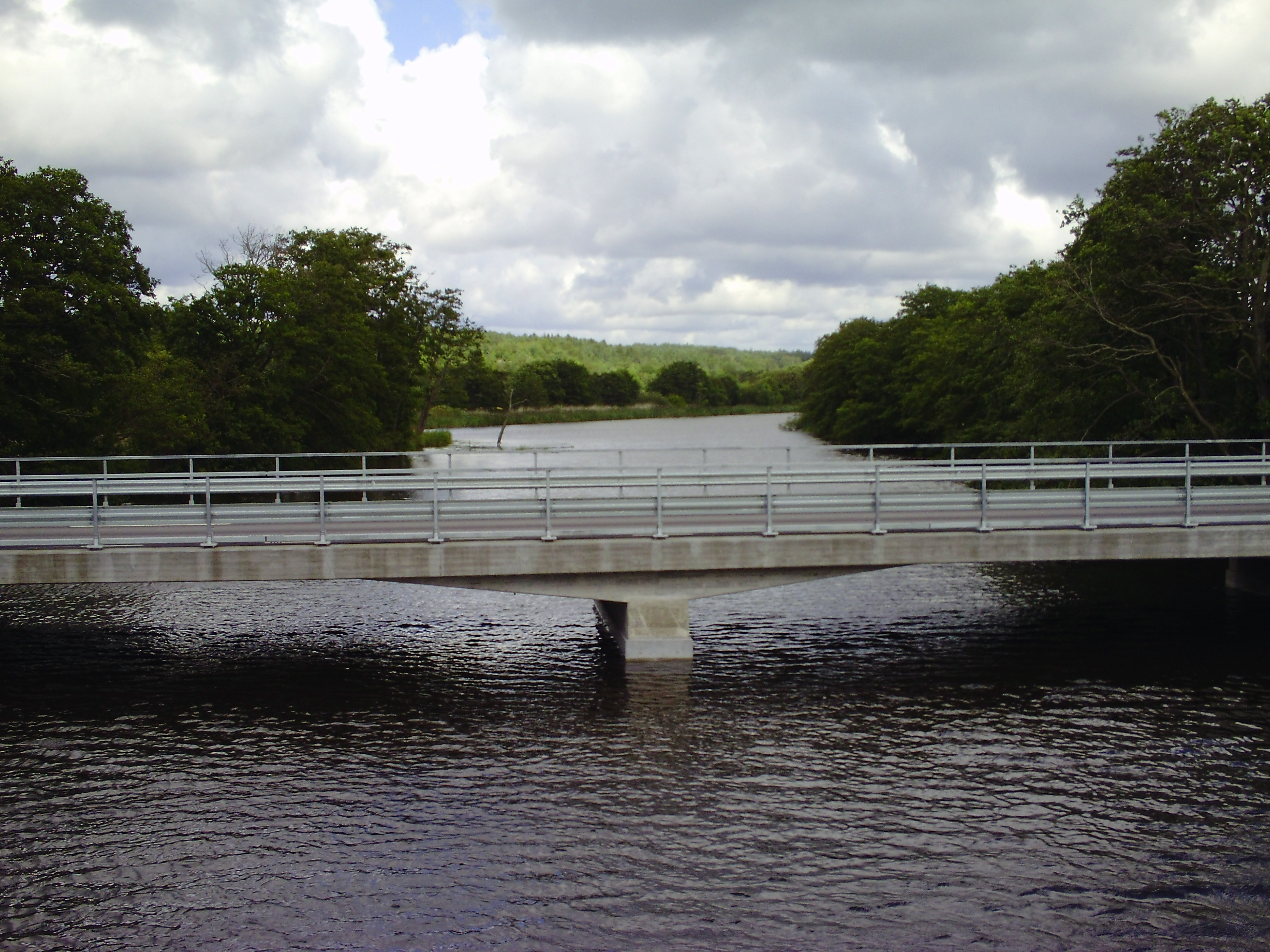
Viskan niedaleko ujścia w Åskloster

Viskan – rzeka na zachodnim wybrzeżu Szwecji, o długości ok. 142 km, uchodząca do Klosterfjorden (Kattegat) w Åskloster, ok. 10 km na północ od Varberg (Halland). Powierzchnia jej dorzecza, obejmującego południową część prowincji historycznej Västergötland oraz niewielką część Halland, wynosi 2 202,1 km². 
Viskan jest najbardziej wysuniętą na północ z czterech, obok Ätran, Nissan i Lagan, większych rzek Hallandu. 

## Geografia

### Przebieg rzeki
Źródło rzeki Viskan stanowi jezioro Tolken, położone ok. 227 m n.p.m. ok. 5 km na zachód od Ulricehamn (Västergötland). Początkowo rzeka płynie w kierunku północnym, wpływając do jeziora Mogden. Następnie płynie na zachód w kierunku miejscowości Fristad, gdzie wpływa do jeziora Öresjö. Przepływa następnie przez Borås, płynąc dalej w kierunku południowo-zachodnim m.in. przez Viskafors, Kinna, Veddige, Åsby w stronę wybrzeża Hallandu, gdzie uchodzi do Kattegatu na północ od Varbergu.

### Główne dopływy
Główne dopływy Viskan:
- lewe: Häggån, Skuttran
- prawe: Surtan (Surteån).

### Miejscowości położone nad Viskan
Hökerum, Fristad, Borås, Viskafors, Kinna, Veddige, Åsby.

## Zagospodarowanie
Rzeka wykorzystywana jest m.in. do produkcji energii elektrycznej. Nad Viskan zlokalizowanych jest 15 elektrowni wodnych o łącznej mocy 19,1 MW, wytwarzających rocznie ok. 39,1 GWh.